# Edificii cu funcții social-culturale (Orhei)
Edificii cu funcții social-culturale este un complex de clădiri amplasat pe str. Vasile Mahu, 137 în Orhei, Republica Moldova. Este un monument istoric și arhitectural de importanță națională inclus în Registrul monumentelor Republicii Moldova ocrotite de stat cu nr. 1004 (raionul Orhei). Datează din jum. II a sec. XIX.